# تور توتال

آسمان‌خراش ۴۸ طبقه

تور توتال (به انگلیسی: Tour Total) آسمان‌خراش ۴۸ طبقه به ارتفاع ۱۸۷ متر (۶۱۴ فوت) و مساحت زیربنای ۱۳۰٬۰۰۰ متر مربع (۱٬۴۰۰٬۰۰۰ فوت مربع)، با کاربری اداری-تجاری است، که در لدفانس، پاریس، فرانسه مستقر می‌باشد. پروژه ساخت این ساختمان در سال ۱۹۸۲ آغاز شد و در سال ۱۹۸۵ تکمیل و افتتاح گردید. این بنا به سبک معماری مدرن طراحی شده‌است. دفتر مرکزی شرکت نفتی توتال در این ساختمان مستقر می‌باشد.